# Andrei Óssipovitx Sikhra
Andrei Óssipovitx Sitxra, rus: Андре́й О́сипович Си́хра (Vílnius, 1772 - Sant Petersburg, 6 de gener de 1861) fou un compositor i guitarrista rus. Se'l considera com l'inventor de la guitarra russa de set cordes i com un dels millors concertistes d'aquest instrument de la seva època. El 1802 fundà a Moscou el Journal pour la guitare á sept cordes, i el 1826 el Journal de Saint Pétersbourg pour la guitare. Deixà nombroses composicions i un mètode per aquest instrument.